# خيسوس خافيير غوميز
خيسوس خافيير غوميز ميركادو (بالإسبانية: Jesús Javier Gómez Mercado) (من مواليد 6 أغسطس 1984 في ماراساي في أوروغواي) لأب فنزويلي وأم أرجنتينية وهو لاعب كرة قدم فنزويلي كما يحمل الجنسية الأرجنتينية
بدأ مسيرته الكروية مع نادي أستوديانتيس دي مريدا ثم انتقل إلى الأرجنتين ليلعب مع كويلمس وتيغري وفي موسم 2006/2007 انتقل إلى نادي الرجاء البيضاوي المغربي معارا من نادي تيغري ويعدها لعب مع نادي الاتحاد السوري.
وانضم أخيرا إلى نادي وادي دجلة المصري في يناير 2011 لمدة موسمين ونصف. وكان جوميز قد اختير كأفضل لاعب في دورى فينزويلا لموسم 2009- 2010 بعدما قاد نادي كاراكاس للفوز ببطولتين للدوري، وبطولة الكأس عام 2009.

## روابط خارجية
- خيسوس خافيير غوميز على موقع قاعدة بيانات كرة القدم.إي يو (الإنجليزية)
- خيسوس خافيير غوميز على موقع ناشيونال فوتبول تيمز (الإنجليزية)
- خيسوس خافيير غوميز على موقع Soccerway.com (الإنجليزية)
- خيسوس خافيير غوميز على موقع AS.com (الإسبانية)